# Umění ve veřejném prostoru (agentura)
Umění ve veřejném prostoru (norsky Kunst i offentlige rom, KORO) je norská vládní agentura tamějšího Ministerstva kultury. Vznikla v roce 1976.
Cílem agentury je podporovat vznik umění ve veřejném prostoru, a to jak v budovách norské státní správy, tak na veřejných prostranstvích. Ročně instituce rozdělí 30 milionů norských korun. Obcím poskytuje v oblasti dekorací poradenství i finanční příspěvky.